# Toxorhina tuberculata
Toxorhina tuberculata är en tvåvingeart som beskrevs av Alexander 1931. Toxorhina tuberculata ingår i släktet Toxorhina och familjen småharkrankar. Inga underarter finns listade i Catalogue of Life.